# Conoderus castaneipennis
Conoderus castaneipennis is een keversoort uit de familie kniptorren (Elateridae). De wetenschappelijke naam van de soort is voor het eerst geldig gepubliceerd in 1872 door W.J. Macleay.